# Pic de Bugarach
Il pech de Bugarach o pic de Bugarach  (in occitano Puèg de Bugarag) è un picco dei Pirenei francesi situato nel dipartimento dell'Aude, nella regione dell'Occitania.
Questo è il picco culminante del Massiccio delle Corbières con un'altitudine di 1230 m s.l.m.
Dalla sua sommità, il panorama si estende dai Pirenei alla Montagne Noire e dal Mar Mediterraneo alla alta valle dell'Aude.

## Toponomastica
Secondo alcune fonti, il suo nome potrebbe provenire da Bulgaro (bougres o boulgres), nome dato nel Medioevo agli antenati dei Catari.
Secondo il Dictionnaire étymologique des noms de lieux en France, esso deriva dal "nome d'uomo germanico Burghar", con il suffisso -aticum.
Pech è la retrotrascrizione in francese dell'occitano puèg, che deriva dal latino podium e indica un endroit piatto e sopraelevato.

## Geografia

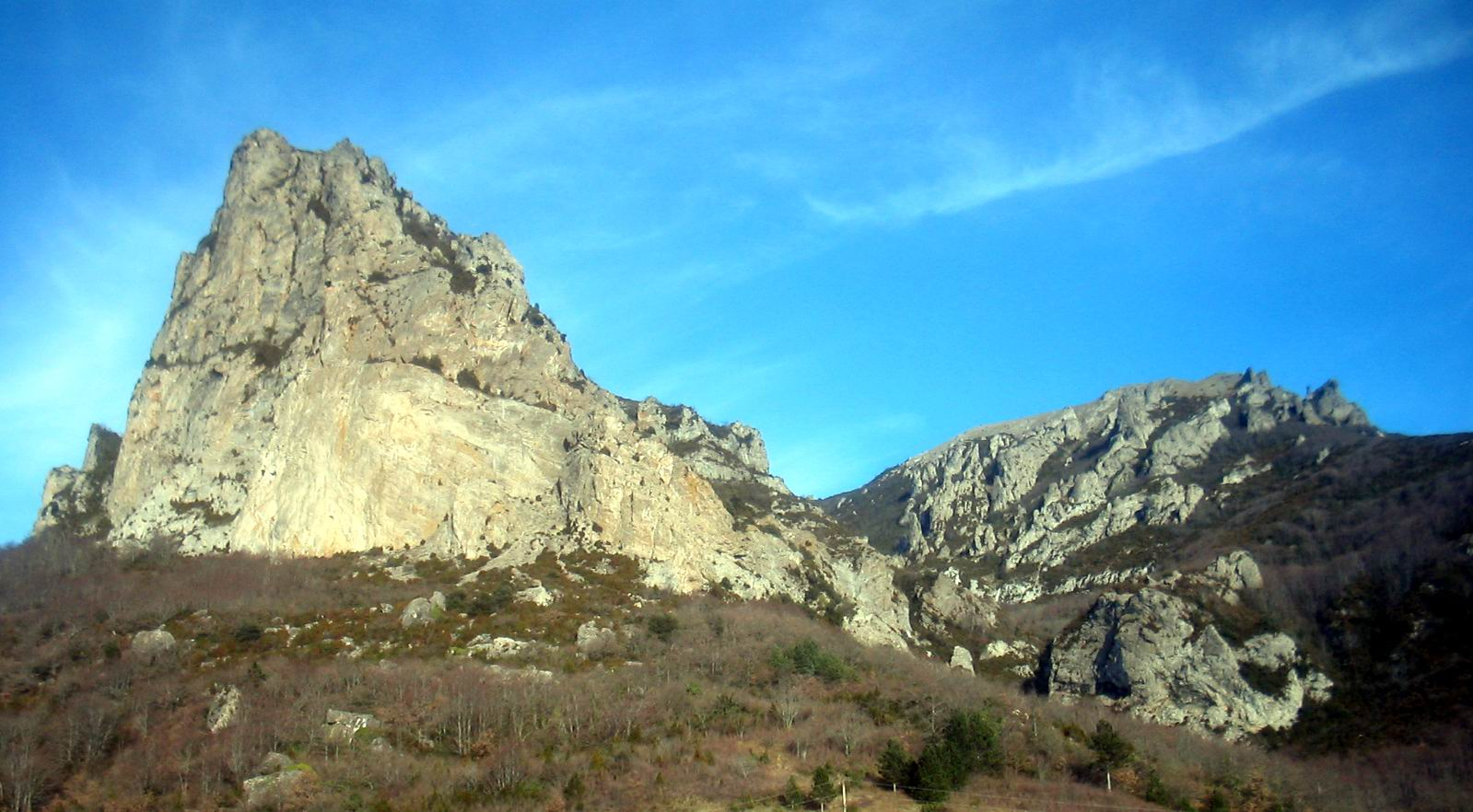
Versante sud

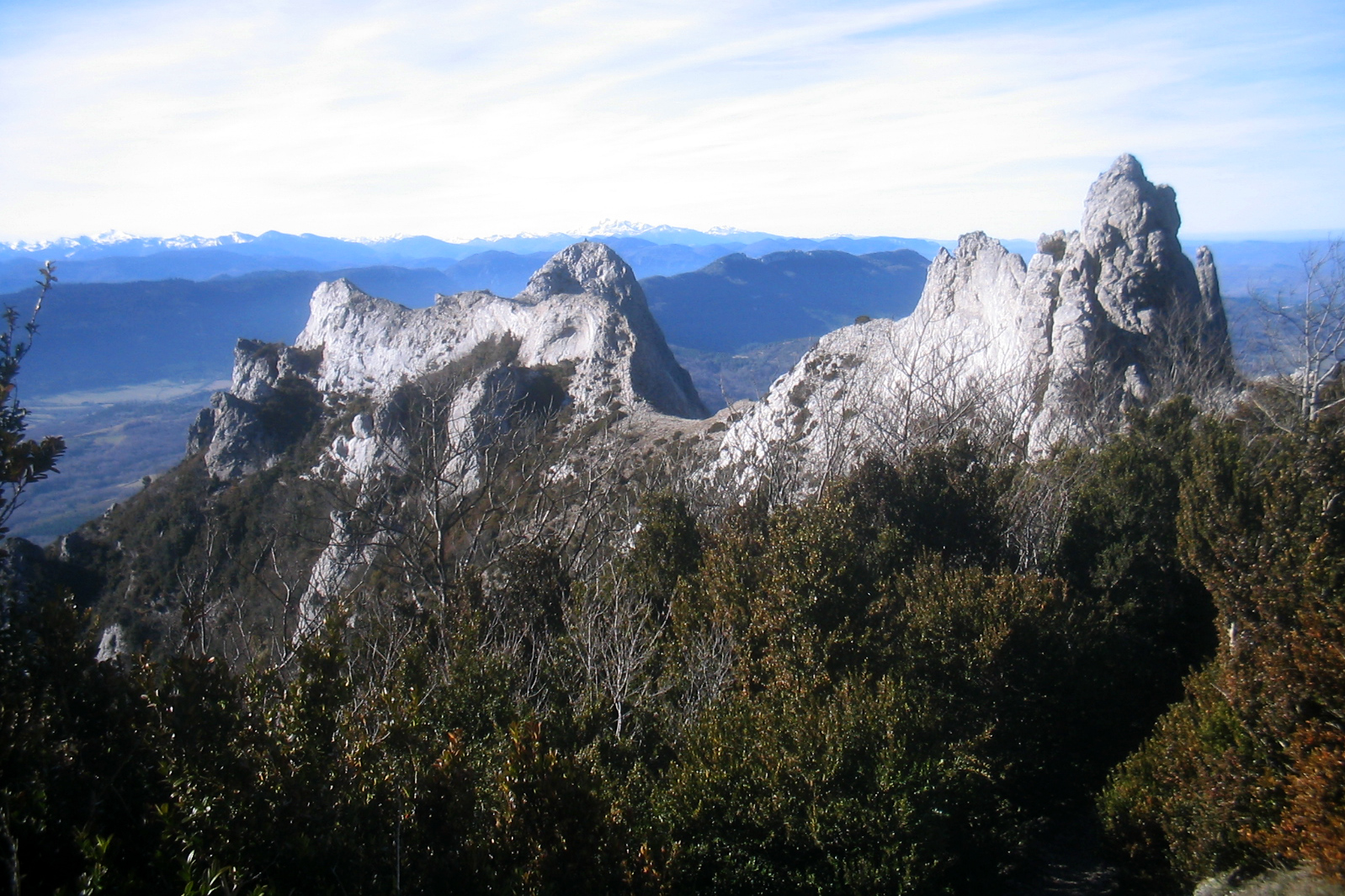
Cresta del versante sud

### Topografia
Il picco è isolato, cioè completamente attorniato da vallate e non direttamente connesso a altre montagne per formare una catena. Unica eccezione è un piccolo colle a sud.
La sua parte occidentale è situata nel territorio del comune di Bugarach, la sua parte orientale in quello di Camps-sur-l'Agly.
Il dislivello tra la sommità (1230 m s.l.m.) e il paese di Bugarach (480 m s.l.m.) è pari a 750 m, con una distanza in linea d'aria di 2 km.
L'Agly sgorga dalle pendici del Pech.

### Geologia
Il picco di Bugarach costituisce una curiosità geologica, perché formata da un ripiegamento inclinato, in cui gli strati superiori sono più vecchi (135 milioni di anni) dei livelli più bassi (15 milioni di anni), motivo per cui alla montagna è stato dato il nome di "montagna invertita".

### Flora e fauna

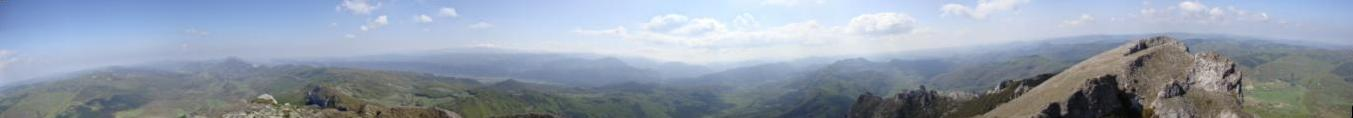
Vista a 360° dalla sommità

## Occultismo
All'interno della corrente New Age, il picco di Bugarach è ritenuto possedere delle proprietà telluriche particolari, trattenere un tesoro nascosto ed essere associato a un'attività OVNI.
Alla fine del 2010, il sindaco del comune di Bugarach si oppose all'arrivo massivo di visitatori, che pretendevano che solo questo villaggio poteva sfuggire alla distruzione del mondo del dicembre 2012, così come era stata predetta da alcune interpretazioni del calendario maya.
Il 13 ottobre 2012, a Salses-le-Château, la FECRIS riunì diversi attori della lotta contro le sette per fare il punto sul "dossier de l'apocalypse de Bugarach", nel momento stesso in cui una delibera comunale interdiva l'accesso al picco durante il mese di dicembre.
Sul posto, il Ministero dell'Interno aveva previsto "una chiusura completa del sito", ma la decisione è stata in ultima analisi "di accompagnare la congregazione piuttosto che cercare di vietare [l'accesso]", con la squadra di polizia di alta montagna di Osseja (PGHM) e 45 vigili del fuoco del Gruppo per il riconoscimento e l'intervento in ambienti pericolosi (GRIMP), per monitorare, tra le altre cose, l'accesso a due reti di gallerie naturali all'interno della montagna, la Bufo Fret e la Font de Dotz, le due cavità più grandi delle 50 cavità della montagna.

## Vie d'accesso
Una variante del sentiero escursionistico GR36 passa per la sommità, che è raggiungibile anche mediante altri sentieri. Ad esempio, a nord, dalla D14 al colle del Linas; a sud-ovest, dalla D45 che porta verso Saint-Louis-et-Parahou attraverso la Voie de la Fenêtre (via delle finestre); a sud-est, dalla D20 ai pressi di Prugnanes, attraverso il sentiero cataro e Campeau.